# Frank Edwards (Moderator)
Frank Allyn Edwards (* 4. August 1908 in Mattoon, Illinois; † 23. Juni 1967 in Indianapolis) war ein US-amerikanischer Journalist, Hörfunksprecher, Autor, Hochschullehrer und Ufologe.

## Leben
Edwards wurde 1924 Hörfunksprecher beim Sender KDKA in Pittsburgh. Danach war er für Sender in Louisville, Kentucky, tätig. 1942–1954 und 1959–1961 arbeitete er für das Mutual Broadcasting System. 1963/64 unterrichtete er Journalismus an der Butler University in Indianapolis.
Sein Interesse für Fliegende Untertassen begann in den 1940er Jahren. Von 1957 bis zu seinem Tode 1967 war er Mitglied im so genannten Board of Governors des National Investigations Committee On Aerial Phenomena (NICAP = Nationaler Untersuchungsausschuss für Luftphänomene), einer der größten Ufologen-Organisationen der USA. Direktor war seinerzeit Major USMC a. D. Donald E. Keyhoe; dem Board gehörten unter anderem der ehemalige CIA-Direktor Vizeadmiral Roscoe H. Hillenkoetter, Major USAF Dewey Fournet (1921–2000), zeitweiliger Verbindungsoffizier zwischen dem Pentagon und dem Project Blue Book und der ehemalige Generalleutnant im US Marine Corps Pedro el Valle (1893–1978) an.
Ebenfalls ab 1957 war Edwards für Ray Palmers Fate-Magazin tätig, das Palmer nach der UFO-Sichtung von Kenneth Arnold 1948 gegründet hatte. Einer der ersten Autoren, die in Fate publizierten, war Arnold selbst mit seinem Artikel „I Did See the Flying Discs“.
Obwohl Edwards ein Anhänger der extraterrestrischen These zur Herkunft von UFOs war, bezweifelte er die Behauptungen von so genannten „Kontaktlern“, die direkt mit Außerirdischen kommuniziert haben wollten. Neben UFOs interessierte sich Edwards auch für Parawissenschaften und publizierte hierzu. Auf Deutsch erschien von ihm „Fliegende Untertassen – eine Realität. Fliegende Untertassen sind Weltraumschiffe“, das 1967 im Wiesbadener Ventla-Verlag des Kunstmalers und Ufologen Karl L. Veit (1907–2001) publiziert wurde. In dem Werk behauptete Edwards unter anderem, dass 1952 die Norwegischen Luftstreitkräfte auf Spitzbergen das Wrack einer Fliegenden Untertasse gefunden hätten (So genannter Spitzbergen-Fall, Norwegisch Spitzbergen-Saken). Drei Jahre später, im September 1955, habe dann der norwegische Oberst Gernod Darnbyl angegeben, bei dem Wrack habe es sich nicht, wie ursprünglich angenommen, um ein russisches Objekt gehandelt, sondern sei außerirdischen Ursprungs. Nachforschungen des Condon-Komitees ergaben, dass der angebliche Oberst Darnbyl in Norwegen unbekannt war und es sich bei den Wrackteilen nicht um Überreste eines außerirdischen Objekts handelte.

## Publikationen (Auswahl)
- Strangest of All, New York (Lyle Stuart) 1956.
- Stranger than Science, New York (Lyle Stuart) 1959.
- Strange People, Seacaucus, NJ (Citadel) 1961.
- Mit Lyle Stuart: Strange World, New York (Ace Books) 1964.
- Flying Saucers – Serious Business, New York (Lyle Stuart) 1966, deutsche Ausgabe als Fliegende Untertassen – eine Realität. Fliegende Untertassen sind Weltraumschiffe, Wiesbaden-Schierstein (Ventla-Verlag) 1967, Übersetzung durch Ilse von Jacobi.
- Flying Saucers – here and now, New York (Lyle Stuart) 1967.